# كلية إدموند وولش للعلاقات الخارجية
كلية إدموند أ. وولش للعلاقات الخارجية (بالإنجليزية: Edmund A. Walsh School of Foreign Service)‏ هي كلية العلاقات الدولية في جامعة جورجتاون في واشنطن العاصمة، وتعتبر واحدة من كليات الشؤون الدولية الرائدة في العالم، تمنح درجات في كل من المرحلة الجامعية والدراسات العليا. من بين الخريجين البارزين الرئيس الأمريكي بيل كلينتون، والمدير السابق لوكالة المخابرات المركزية جورج تينيت، والملك فيليب السادس ملك إسبانيا، بالإضافة إلى رؤساء دول أو حكومات العديد من البلدان. ضمت هيئة التدريس بها أيضًا العديد من الشخصيات البارزة في الشؤون الدولية، مثل وزيرة الخارجية الأمريكية السابقة مادلين أولبرايت، ووزير الدفاع الأمريكي السابق تشاك هيغل، والرئيس البولندي السابق ألكسندر كفاشنيفسكي وكذلك الأمر تخرج منها وزير الخارجية السابق في المملكة العربية السعودية عادل الجبير و تخرج ولي العهد الأردني صاحب السمو الملكي الأمير الحسين بن عبدالله الثاني.

## وصلات خارجية
- الموقع الرسمي